# 스페이스워!
《스페이스워!》(영어: Spacewar!)는 1962년 미국 MIT 학생이었던 스티브 러셀이 만든 세계 최초의 디지털 방식의 컴퓨터 게임이다.
이전에도 컴퓨터를 이용한 게임으로 A.S. 더글러스가 에드삭으로 제작된 OXO라는 틱택토게임이 있었으나 에드삭이 케임브리지에서만 소유되었기 때문에 널리 알려져 있지 않았으며, 윌리엄 히긴보덤이 오실로스코프로 제작한 테니스 포 투라는 테니스 게임도 있었으나, 마찬가지로 브룩헤븐 국립 연구소에서만 소유되었기 때문에 널리 알려져 있지 않았다. "스페이스워!"는 여러 곳에서 해당 컴퓨터가 있는 곳이면 언제든지 즐길 수 있는 게임의 시초로 보고 있다.

## 개발

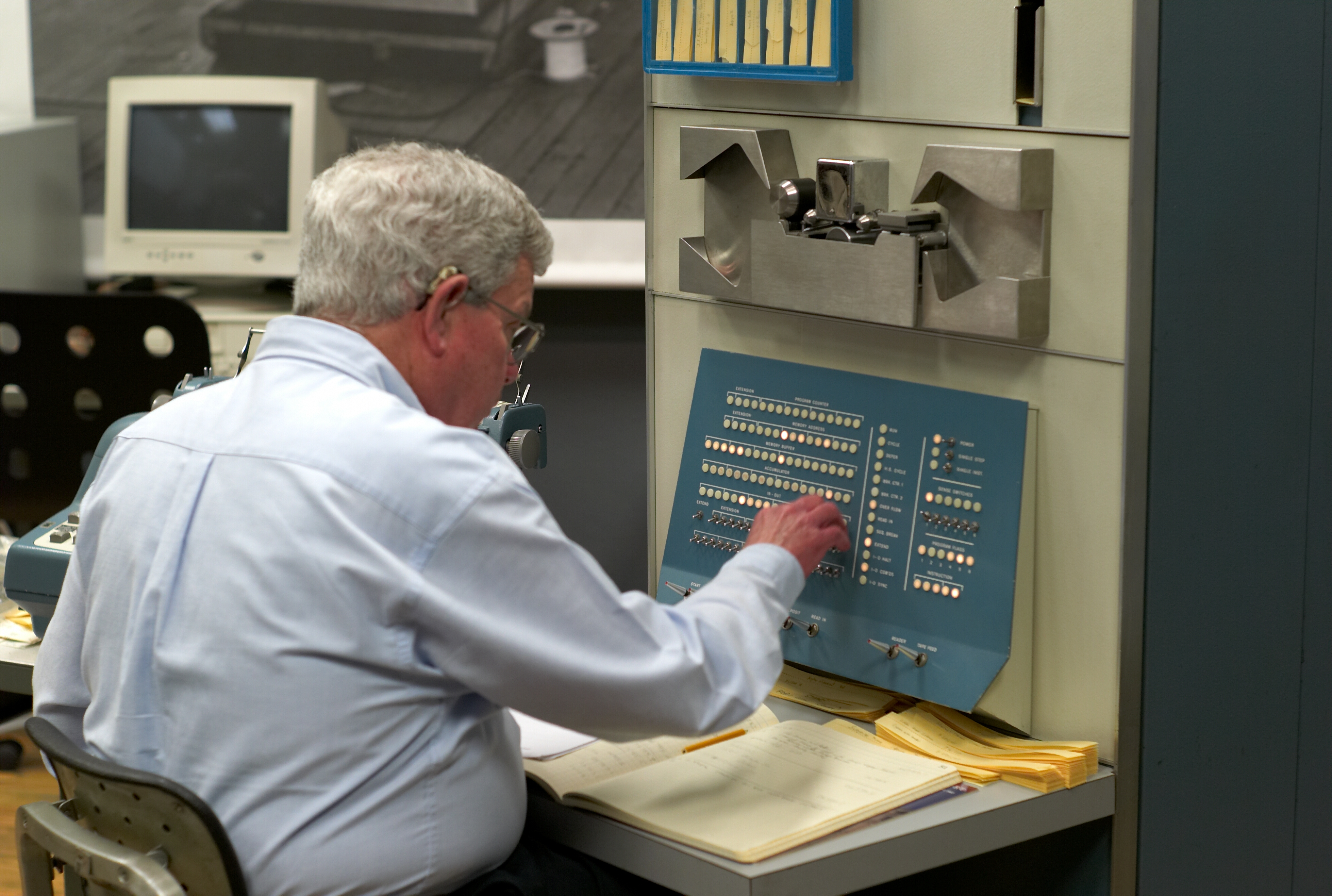
2007년, 스티브 러셀이 PDP-1을 작동시키는 모습

1961년 여름에 미국 MIT에 PDP-1이 보급 되었는데, 당시까지의 컴퓨터가 천공카드나 종이 테이프를 입출력 장치로 사용해왔으나 PDP-1은 키보드와 모니터를 갖춘 최초의 컴퓨터였다. 스티브 러셀은 그의 동료들과 함께 PDP-1를 조작하면서 '컴퓨터를 가지고 화면에 그래픽을 띄우면서 이것을 이용하여 놀수 있다'는 것을 보여주기 위한 목적으로 본 게임을 제작하였다.
러셀은 E. E. 스미스의 소설 "렌즈맨","우주의 종달새"와 마빈 민스키가 제작한 "Three Position Display"(또는 "Minskytron")에서 힌트를 얻어 우주선을 움직여서 상대 우주선을 맞추는 게임을 제작하게 되었다. 처음에는 우주선과 미사일 외에 다른 것은 없었으나, 팀 동료들이 게임의 규칙과 그래픽 요소를 덧붙여서 1962년 5월 세미나에서 공개된 버전이 오리지널 버전이 되었다.
'스페이스워'는 판매를 목적으로 만들지 않았으며, 어떠한 수익도 얻지 않았다. 그러므로 공개 소프트웨어이며, 동시에 오픈소스였기 때문에 많은 사람들이 자신만의 아이디어로 업그레이드하는 것도 가능하였다. 피터 심슨은 배경에 실제 은하계를 본뜬 배경을 넣었고, 다른 학생은 중력 옵션을 추가하였고, 이 외에 옵션 메뉴, 태양풍 구현, 사운드 표현 등의 파생 버전들이 등장하였다.

## 게임 조작
스페이스 워에는 두 개의 로켓이 나오며 각 로켓의 이름은 '바늘(The Needle)'과 '쐐기(The Wedge)'라고 불렸다. 이 두 우주선을 조종해서 미사일을 발사하여 상대편 우주선을 맞춰서 이기는 게임이다. 우주 공간의 특성을 이용하여 한쪽으로 가속을 주면 관성의 법칙으로 계속해서 그 방향으로 가게 되기 때문에 역추진으로 되돌아가줘야 한다.

## 파생 버전

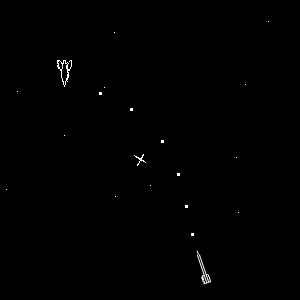
Spacewar!의 게임 장면

- PDP-11용 "Spacewar!"

PDP-11 기반 GT40 벡터 그래픽 시스템으로 작동한다.
- Galaxy Game

1971년, 스탠포드 대학교의 빌 피츠와 휴 탁이 PDP-11용 스페이스워를 동전 투입하여 즐길 수 있게 개조한 물건. 동전을 투입하여 즐기는 최초의 게임이나 개인용으로 만들었기 때문에 아케이드 게임 역사에서 제외되었다.
- Computer Space

1971년에 Nutting Associates에서 내놓은 '스페이스워'의 아케이드 게임. 세계 최초의 아케이드 게임으로 놀런 부슈널이 게임 제작에 참여하였다. 당시로서 너무 어려운 조작과 비싼 가격으로 높은 인기를 끌지 못하였다.
- Space Wars

1977년에 내놓은 '스페이스워!'의 가정용 게임기 버전. Cinematronics에서 제작하였다. 벡터 그래픽으로 작동하며 1982년에 벡트렉스용으로도 출시되었다.
- Orbitwar

1974년에 내놓은 버전으로 멀티 플레이가 가능하다.